# Campionat de Zúric 2006
L'edició del 2006 del Campionat de Zuric, una semiclàssica ciclista disputada als voltants de Zúric, tingué lloc l'1 d'octubre. Samuel Sánchez (Euskaltel-Euskadi) aconseguí la victòria en solitari i va superar de mig minut un grup perseguidor format per Stuart O'Grady (Team CSC), Davide Rebellin (Gerolsteiner) i Michael Boogerd (Rabobank). Aquesta fou l'última edició celebrada d'aquesta cursa, car els organitzadors no trobaren els mitjans econòmics per continuar la cursa més enllà del 2006,

## Classificació general
|    | Ciclista          | Equip                 | Temps     |
| -- | ----------------- | --------------------- | --------- |
| 1  | Samuel Sánchez    | Euskaltel-Euskadi     | 6h 03'47" |
| 2  | Stuart O'Grady    | Team CSC              | + 30"     |
| 3  | Davide Rebellin   | Gerolsteiner          | m. t.     |
| 4  | Michael Boogerd   | Rabobank              | m. t.     |
| 5  | Fabian Cancellara | Team CSC              | + 36"     |
| 6  | Cristian Moreni   | Cofidis               | m. t.     |
| 7  | Nicki Sørensen    | Team CSC              | m. t.     |
| 8  | Vladímir Gússev   | Discovery Channel     | + 1'17"   |
| 9  | Danilo Di Luca    | Liqugas               | + 1'20"   |
| 10 | Filippo Pozzato   | Quick Step-Innergetic | m. t.     |